# La Chaîne du destin
La Chaîne du destin (The Chain of Destiny) est un roman de Bram Stoker paru en 1875,. C'est le premier roman de l'auteur de Dracula en 1897.
Il a tout d'abord été publié en tant que serial dans le journal The Shamrock en mai 1875.

## Présentation de la nouvelle

### Résumé
À peine arrivé au manoir de Scarp, Frank Stanford apprend de son hôtesse, Mme Trevor, qu’elle entend bien le rendre amoureux d’une jeune fille invitée à les rejoindre quelques jours plus tard. Pour mieux le convaincre, elle lui recommande d’examiner attentivement un ancien portrait accroché dans sa chambre. Le jeune homme s’exécute et est immédiatement séduit par la beauté du modèle avant de sombrer dans le sommeil. Une vive lueur le réveille bientôt et il assiste alors une scène de cauchemar dans laquelle la jeune fille du tableau succombe à des créatures maléfiques.  
Le lendemain matin, Mme Trevor lui révèle que la jeune femme dont elle lui a parlé, Diana Fothering, offre une ressemblance parfaite avec celle du portrait. Frank Standford et Mme Trevor vont alors découvrir que la toile représente une ancêtre de Diana et qu’une ancienne malédiction pèse sur les Fothering, vouant la jeune fille à une mort atroce.  

### Thématiques abordées et sources
La Chaîne du destin est la seconde œuvre de fiction publiée par Stoker après La Coupe de cristal. Elle propose un mélange de deux genres, l'épouvante et la romance, qui composent à parts égales l’œuvre de Stoker, même si la seconde finit par prédominer dans les ultimes pages de ce récit.